# 오메르타 ~침묵의 규칙~
《오메르타 ~침묵의 규칙~》(일본어: オメルタ 〜沈黙の掟〜)은 2011년 4월 22일에 카린 샤노아르 Ω에서 발매된 보이즈 러브 게임이다.
팬디스크《오메르타 CODE:TYCOON》(일본어: オメルタ CODE:TYCOON)가 2013년 12월 27일에 발매하였다.

## 개요
주된 특징으로서 선택사항에 제한 시간 타이머가 붙어 있어 선택하지 않아도 타임이 제로가 되면 강제적으로 결정할 수 있던 선택사항에 진행된다.선택사항에 따라서는 굳이 타임업을 선택하는 것으로 진행되는 루트도 있다.첫회판에서는 선택사항으로 세이브를 할 수 없지만, 통상판에서는 선택사항으로의 세이브가 가능하게 되었다.
인스톨 하지 않아도 DVD-ROM로부터 직접 게임을 읽어들이는 DVD 기동으로 플레이 할 수 있다.

## 스토리
가까운 미래의 일본. 국지적인 전자파 테러로 황폐 해, 이민 수락 정책에 의해 해외 마피아가 진출해 혼돈되고 있었다. 범죄와 환락으로 가득 찬 이민 거리화한 도쿄만 키시 「류궁」에서 독불 장군의 살인 청부업자 JJ는 대립하는 마피아의 항쟁에 말려 들어간다.

## 등장인물
JJ
성우 : 이이다 토시노부
둘명 : 죽음의 신 <데스사이즈>
생일 : 3월 1일. 신장 : 175cm. 혈액형 : B형.
사용총 : 베레타 M92F, M16A2 라이플 (저격용)
주인공. 카키색의 코트에 보라색의 스톨을 착용하고 있다. 노린 표적으로 확실히 죽음을 가져오는 것부터, 죽음의 신의 이명을 가지는 살인 청부업자(저격수). 과묵하고 무뚝뚝하지만, 사람의 좋은 면도 있다.
소년 시대에 동남아시아 여행 시에 말려 들어간 비행기 사고로 부모님을 잃어, 현지의 게릴라중에서 자란다.너무나 가혹한 날들이었기 때문에, 본명조차 잊어 버렸다. JJ라고 하는 통칭은 Jap.Jr로 불리고 있던 것이다.
유일 실패한 일의 현장에 있던 아즈사에 한 때의 자신을 찾아내, 죽이지 못하고 행동을 같이하게 된다.
토오노 아즈사 (遠野 梓)
성우 : 후지와라 유우키
둘명 : 선혈의 바늘 <아이스 픽>
생일 : 7월 12일. 신장 : 167cm. 혈액형 : A형.
사용총 : 데린저, FN 브라우닝 M1910
대나무 눈의 코트에 슬장까지의 바지, 약간 긴 부츠를 신고 있다. 두 발의 일부가 고양이의 귀와 같이 뛰고 있다. 자산가였던 부모님이 살해당한 현장에 있던 JJ를 원수라고 믿어 복수하려고 행동을 같이 하지만 완수하지 못하고 있다. JJ에 데리고 나가지고 나서는 공격적이고 뒤틀린 성격이 되지만, 본래는 솔직하고 마음 상냥한 소년.
타치바나 유우지 (橘 陽司)
성우 : 치바 유우키
둘명 : 교토의 기관총
생일 : 5월 27일. 신장 : 185cm. 혈액형 : O형.
사용총 : 스콜피온, 발터 P38
무정자에 선글래스, 금발로 표범무늬의 이너를 착용한 칸사이 출신의 프리의 살인 청부업자. 밝고 신출귀몰. JJ를 동경하고 흥미를 가지는 자칭 라이벌. 칸사이의 조직에 소속해 있었지만, 어느 사건을 계기로 조직을 탈퇴했다. 과거에 토도에 신세를 졌던 적이 있다.
토도 쇼이치로 (藤堂 庄一郎)
성우 : 호시노 타카노리
둘명 : 교수
생일 : 4월 21일. 신장 : 179cm. 혈액형 : AB형.
사용총 : H&K MP5
츠키시마에 있는 「에필로그바」의 마스터. 침착한 분위기의 중년 남성이지만, 그 정체는 정보가게 카네타케기 상인. 뒤사회의 인간에게는 경의를 표해지고 있다.
일찍이 NPO 활동을 하고 있어, 게릴라의 부대에 있던 JJ를 구조해 냈다. JJ의 제일 낡은 지인이며, 어렸던 JJ를 인수하려고 했던 적이 있다. 그의 바는 유일 JJ를 편안해질 수 있는 장소.
키류 레이지 (霧生 礼司)
성우 : 콘도 타카시
둘명 : 지옥의 사냥개 <데스하운드>
생일 : 10월 13일. 신장 : 178cm. 혈액형 : A형.
사용총 : 스탐르카 렛드호크
킹 시저의 젊은 간부. 밤색의 단발의 청년으로, 은의에 독실하게 의리를 존중하는 성격 고로, 어디에도 소속하지 않고 멋대로 사는 JJ를 이해하지 못하고 충돌하는 일이 있다. 과거에 보스의 루카에 생명을 구해지고 나서 패밀리에게 들어와, 이래그에게 충성을 맹세코 있다. 총의 솜씨는 패밀리 제일.
루카 베리니 (瑠夏・ベリーニ)
성우 : 히라카와 다이스케
둘명 : 잘 수 있는 사자 <난나레오네>
생일 : 8월 23일. 신장 : 192cm. 혈액형 : B형.
사용총 : 베레타 M93R
킹 시저의 보스. 금발 푸른 눈의 미 튼튼하고 입가에 큰 덧니가 있다. 아버지는 이탈리아인의 선대 보스, 어머니는 일본인 여성. 일견틈 투성이로 보이지만 상당한 수완가. 바래 보스의 자리에 무심코 익살떨어는 아니지만, 패밀리의 인간을 매우 소중히 하고 있다. 너글너글한 성격으로 모두에게 존경받고 있다.
우카진 켄 (宇賀神 剣)
성우 : 스기야마 노리아키
둘명 : 얼음의 처형대 <노우 크라이 킬러>
생일 : 9월 23일. 신장 : 172cm. 혈액형 : A형.
사용총 : 스탐르카 MkI
드래곤 헤드 최고 간부. 체인 첨부의 붉은 안경을 쓰고 있어 왼쪽의 눈매에 구로코가 있다. 변호사 자격을 가져, 조직 내에서는 보스의 류점에 뒤잇는 지위에 있다. 너무 겉에 나오지 않는 류에 대신해 부하들에게 류의 말을 전한다. 신경질로 결벽증. 항상 손수건을 가지고 다니고 있다.
류젠 (劉 漸)
성우 : 나리타 켄
둘명 : 학살의 제왕 <킹 집단 학살>
생일 : 3월 28일. 신장 : 불명. 혈액형 : AB형.
사용총 : 데저트 이글
드래곤 헤드의 수령. 중국인. 흰 슈트에 몸을 싸, 긴 머리카락을 묶고 있다. 불사신과 두려워 해 간부의 앞에마저 분별없게 모습을 나타내지 않는다.

## 스탭
- 프로듀서 : 風之宮そのえ
- 시나리오 : 菜摘かんな / 青芝隣 / ハイボリューム
- 원화 : 立石涼
- 음악 : IRUMA RIOKA / CELICA / 神谷勇
- 주제가 『비겁자의 비가(卑怯者のエレジー)』

작사 : 菜摘かんな, 작곡 · 편곡 : IRUMA RIOKA, 노래 : 이이다 토시노부
엔딩 『심무 고도 노와르(沈ム孤島ノワ亞ル)』
작사 : 菜摘かんな, 작곡 · 편곡 : 神谷勇, 노래 : 이이다 토시노부

## 관련 아이템

### CD
음악 CD
- 사운드 트랙 『황혼 안달루시아』
- 오메르타 ~침묵의 규칙~ 스테이지송 CD
- vol.1 JJ (VO. 이이다 토시노부) 「충동의 사이렌」
- vol.2 류 (VO. 나리타 켄) 「니라이카나이는 먼가」
- vol.3 아즈사 (VO. 후지와라 유우키) 「슬러지 레인」
- vol.4 타치바나 (VO. 치바 유우키) 「싫증 데이브 레이카」
- vol.5 토도 (VO. 호시노 타카노리) 「농담이 통하지 않는 너」

드라마 CD
- 오메르타 ~침묵의 규칙~드라마 CD
  - Vol.1 키류편 ~ 광견 키류 레이지의 수난
  - Vol.2 류하편 ~ 파트너는……보스!?
  - Vol.3 타치바나편 ~ 캔디 블랙 마켓
  - Vol.4 우카진편 ~만의 해안 석양 왈츠
  - Vol.5 토도편 ~미드나이트 오더
  - Vol.6 류편 ~ 보수없는 살인
  - Vol.7 아즈사편 ~ 젖어 쥐와 살인 청부업자
- 특전 드라마 CD (비매품)
  - 9용탕에 어서 오십시오 (초회판 봉입 특전)
  - 호즈키의 열매가 묶는 무렵 (오후샤르 통신판매)
  - Sushi 직공은 누구다 (애니메이트)
  - 간부의 적제등 (메세산오)
  - 해수욕으로 GO! (쥬오 서점 코미코미스타지오)
  - 자원봉사 활동 (시걸)

### 서적
- 공식 비주얼 팬 북 「시온~약속의 땅~」 (B's-LOG COLLECTION)
- 오메르타 ~침묵의 규칙~ 러브화집 Vol.1
- 오메르타 ~침묵의 규칙~ 러브화집 Vol.2 (18금)
- 록 음악에 열중인 소년 코믹스 「오메르타 ~나비의 꿈의 달콤함의~」

## 그 외

### 이벤트
- 에필로그 바의 크리스마스 (2011년 12월 18일, 분카 학원)